# Home Before Dark (serie de televisión)
Home Before Dark es una serie de televisión web de drama de misterio estadounidense creada por Dana Fox y Dara Resnik y producida para Apple TV+. La serie se basa en la vida de la joven periodista Hilde Lysiak y está protagonizada por Brooklynn Prince, Jim Sturgess, Abby Miller, Louis Herthum, Michael Weston, Kiefer O'Reilly, Kylie Rogers, Aziza Scott, Adrian Hough, Joelle Carter, Jibrail Nantambu y Deric McCabe.

## Sinopsis
Home Before Dark narra la historia de una joven que se muda de Brooklyn a una pequeña ciudad junto a un lago, que su padre dejó atrás. Mientras está allí, su persecución de la verdad la lleva a descubrir un caso sin resolver que, todos en la ciudad, incluido su propio padre, trataron de enterrar.

## Reparto
- Brooklynn Prince como Hilde Lisko
- Jim Sturgess como Matthew Lisko
- Abby Miller como Bridget Jensen
- Louis Herthum como Frank Briggs Sr.
- Kiefer O'Reilly como Richie Fife
- Michael Weston como Frank Briggs Jr.
- Kylie Rogers como Izzy Lisko
- Aziza Scott como Mackenzie "Trip" Johnson
- Adrian Hough como Jack Fife
- Joelle Carter como Kim Collins
- Jibrail Nantambu como Donny
- Deric McCabe como Spoon
- Whitney Peak como Alpha Jessica
- Aubrey Arnason como Lucy Fife
- Aundrea Smith como Singer
- Dean Petriw como Young Matt
- Serge Houde como Roger Collins

## Producción

### Desarrollo
El 25 de agosto de 2016, se informó que Paramount Television y Anonymous Content habían optado por los derechos de pantalla de la próxima serie de libros de Hilde y Matthew Lysiak, Hilde Cracks the Case. Según los informes, el acuerdo también incluye los derechos de vida de Hilde. Se esperaba que Paramount Television actuara como productora principal y que Joy Gorman Wettels y Sharlene Martin se desempeñaran como productores ejecutivos.
El 13 de junio de 2018, se anunció que Apple había dado a la producción un pedido en serie para una primera temporada que consta de diez episodios. La serie fue creada por Dana Fox y Dara Resnik, quienes están preparadas para producir junto con Wettels, Martin y Jon M. Chu. Las compañías de producción involucradas con la serie incluirán Contenido anónimo y Paramount Television.

### Casting
El 17 de agosto de 2018, se anunció que Brooklynn Prince había sido elegido para el papel principal de la serie. El 23 de octubre de 2018, se informó que Jim Sturgess había sido elegido para un papel protagonista. En noviembre de 2018, se anunció que Kiefer O'Reilly, Abby Miller, Louis Herthum, Michael Weston, Kylie Rogers, Aziza Scott, Adrian Hough, Joelle Carter, Jibrail Nantambu y Deric McCabe se habían unido al elenco en papeles regulares de la serie.

### Rodaje
La fotografía principal de la serie está programada para durar del 12 de noviembre de 2018 al 15 de abril de 2019 en Vancouver, Columbia Británica, Canadá.